# Xavier Benguerel i Llobet
Pour les articles homonymes, voir Benguerel.
Xavier Benguerel i Llobet, né à Barcelone le 2 août 1905 et mort dans cette même ville le 19 décembre 1990, est un écrivain et traducteur espagnol d'expression catalane, père du compositeur Xavier Benguerel i Godó. Il est lauréat de la Creu de Sant Jordi en 1985 et du Prix d'honneur des lettres catalanes en 1988.

## Œuvres
Romans
- Pàgines d'un adolescent (1929)
- La vida d'Olga (1930)
- El teu secret (1934)
- Suburbi (1936)
- L'home dins el mirall (1951)
- La família Rouquier (1953), Prix Sant Jordi du roman
- El testament (1955)
- Els fugitius (1956)
- El viatge (1957)
- Sóc un assassí (1957)
- L'intrús (1960)
- El pobre senyor Font (1964)
- La prova del foc (1967)
- Gorra de plat (1967)
- Els vençuts (1969)
- 1939 (1973)
- Icària, Icària (1974), Prix Planeta
- Llibre del retorn (1978), Prix Crítica Serra d'Or
- Sempre és demà (1978)
- Apassionata (1984), Prix Lletra d'Or
- I tu qui ets? (1988)

Poésie
- Poemes (1934)
- Poèmes présentés aux Jeux floraux de Barcelone[1]
  - A una gentil mestressa (1927)
  - Solitud (1927)

Contes
- L'home i el seu àngel (1937)
- Sense retorn (1939)
- Fira de desenganys (1942)
- El desaparegut (1955)

Théâtre
- El casament de la Xela (1937), prix Ignasi Iglésias 1936
- La Màscara (1947)
- El Testament (1960)

Mémoires
- Memòries. 1905-1940 (1971. Réédition L'Avenç, 2008)
- Memòria d'un exil. Xile 1940-1952 (1982)